# Homoneura pallida
Homoneura pallida är en tvåvingeart som beskrevs av Yang, Hu och Zhu 2002. Homoneura pallida ingår i släktet Homoneura och familjen lövflugor. Inga underarter finns listade i Catalogue of Life.